# Knot garden

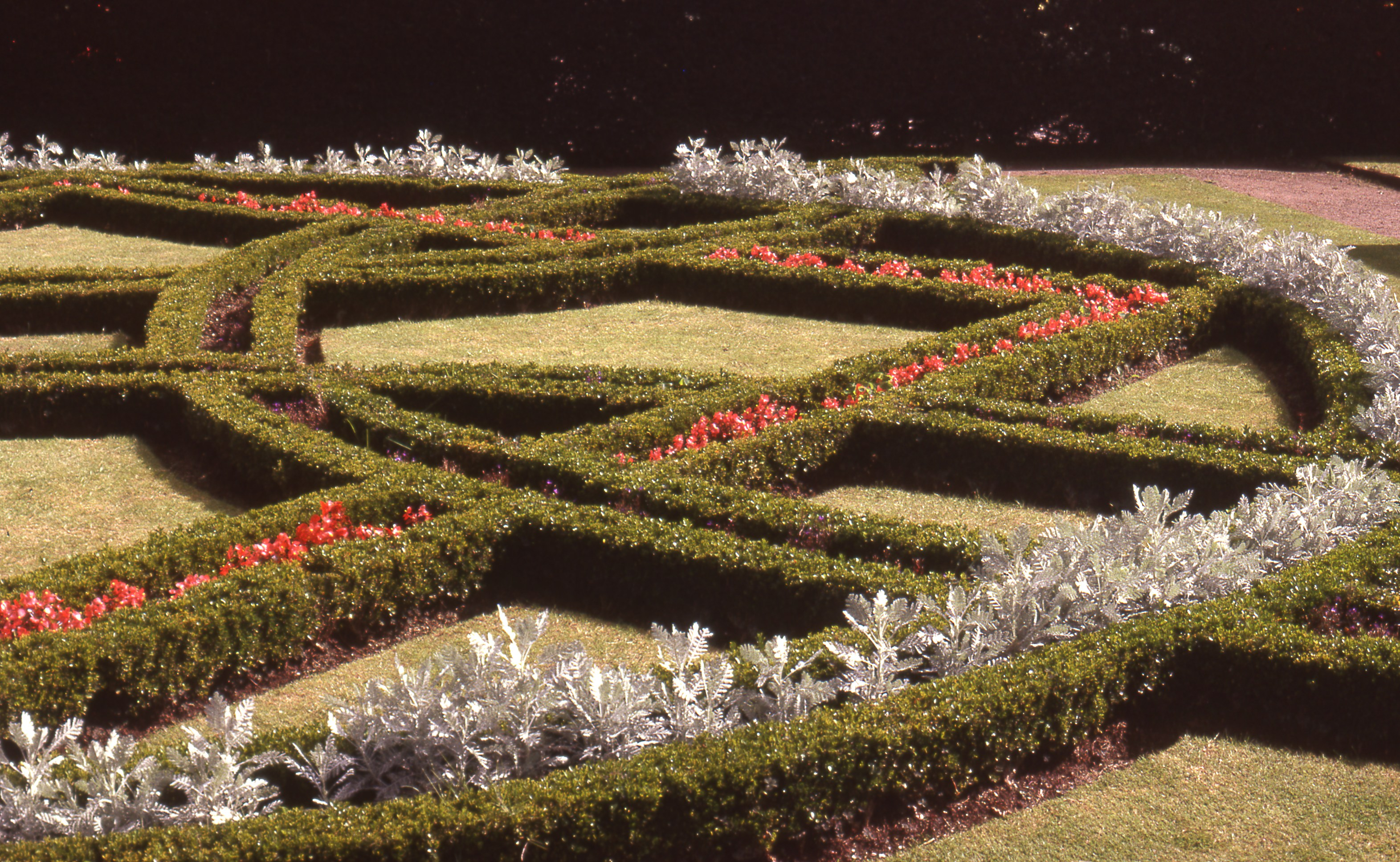
Exemplo de um Knot Garden em St Fagans.

Knot garden (literalmente "jardim de laço" em português) é um tipo de jardim bastante formal que se desenvolveu no Reino Unido, durante o reinado da rainha Elizabeth I. Caracteriza-se por criar um entrelaçado com cordões desenhados com plantas.